# Zoja Golubeva
Zoja Golubeva (en russe : Зоя Голубева), née le 30 avril 1967 à Minsk sous le nom de Zoja Alexandrovna Sadovskaya, est une joueuse de dames soviétique, biélorusse et lettonne.
Grand maître international (GMIF), elle est devenue seize fois championne du monde au jeu de dames international (1986, 1988, 1990–1992, 1994–2000, 2013, 2015 (match et tournoi) et 2017), trois fois championne du monde en blitz (1999, 2009 et 2011) et deux fois championne d'Europe (2010 et 2012).
En 1988, Golubeva s'est mariée et a déménagé en Lettonie. Elle a une sœeur jumelle, Olga Sadovskaya, joueuse de dames biélorusse de haut niveau.